# 岩佐早希
岩佐 早希（いわさ さき、2月26日 - ）は、日本のフリーアナウンサー。ジョイスタッフ所属。

## 経歴
兵庫県加西市出身。兵庫県立小野高等学校、関西大学社会学部マスコミュニケーション学科卒業。
大学を卒業後、2010年にNHK山形放送局の契約キャスターになる。2013年に地元、NHK神戸放送局へ異動した。2018年3月に退局
2020年4月より名古屋テレビ放送（メ～テレ）の契約アナウンサーになった。
2021年3月31日でメ～テレアナウンサーを卒業。

## 担当番組
- やまモリ!（NHK山形放送局）
- ぐるっと関西おひるまえ（NHK神戸放送局）
- ニュースKOBE発（NHK神戸放送局）
- メ〜テレニュース（メ〜テレ）